# 배정근
배정근(1990년 11월 18일 ~)은 대한민국의 희극 배우이다.

## 방송
- KBS2 개그콘서트
  - 〈나타나〉
  - 〈아무말 대잔치〉
  - 〈비둘기 마술단〉
  - 〈생활사투리 2019〉 충청도 사람

## 수상 목록
- 2019년 KBS 연예대상 남자 신인상